# Serapis (Schiff, 1779)
Die Serapis war ein Zweidecker der Royal Navy der Roebuck-Klasse. Sie war als „Fifth rate“ eingestuft.
Erbaut wurde das Schiff auf der Werft bei Daniel Brent im „Greenland South Dockyard“ in Rotherhithe, benannt war es nach dem Gott Serapis.

## Seeschlacht von Flambourough Head

Auf der Serapis gesetzte provisorische US-Flagge

In ihrer einzigen Mission unter britischer Flagge führte sie unter dem Kommando von Captain Richard Pearson auf ihrer Jungfernfahrt einen Geleitzug aus 41 Handelsschiffen, die sog. „Baltic Fleet“, als dieser vor Flamborough Head am 23. September 1779 von einem amerikanisch-französischen Verband unter dem Kommando von John Paul Jones auf seinem Flaggschiff Bonhomme Richard angegriffen wurde. Gegen 18:00 Uhr eröffnete die Bonhomme Richard das Feuer auf die Serapis, was zu einem vierstündigen erbitterten Gefecht führte, das nahezu der Hälfte der beiden Besatzungen das Leben kostete. Zunächst konnte die Serapis ihre höhere Feuerkraft zum Tragen bringen und die größere Bonhomme Richard schwer beschädigen. Letzterer gelang es jedoch, sich mit dem Bug voran an der Seite der Serapis zu verhaken, wodurch eine volle Breitseite der Serapis nicht mehr möglich war. Als die Bon Homme Richard zu sinken begann, forderte der britische Kapitän Pearson sein amerikanischen Gegenpart zur Kapitulation auf. Der Legende nach antwortete John Paul Jones mit den Worten: “Sir, I have not yet begun to fight!” (deutsch: „Mein Herr, ich habe noch nicht einmal begonnen zu kämpfen!“). Wechselseitige Enterversuche scheiterten zunächst, bis es der zahlenmäßig überlegenen Besatzung der Bonhomme Richard gegen 22:30 Uhr mit Hilfe der inzwischen herbeigeeilten Fregatte Alliance gelang, sich in den Besitz der Serapis  zu bringen. Zu diesem Zeitpunkt war die Bonhomme Richard jedoch bereits im Sinken begriffen und trotz aller Bemühungen nicht mehr zu retten. Es war das erste Mal in der Seekriegsgeschichte, dass ein Kriegsschiff vor seinem sinkenden Gegner die Flagge streichen musste.
Jones beanspruchte die Prise für die Vereinigten Staaten und setzte ein provisorisches Sternenbanner. Er fuhr nach Texel in den Niederlanden, um das Schiff reparieren zu lassen. Sein Erfolg war jedoch nur von kurzer Dauer, da es unverzüglich zu diplomatischen Verwicklungen kam. Sowohl die französische, als auch die britische Regierung verlangten von den damals neutralen Niederlanden die Herausgabe des Schiffes. Die Briten, weil sie Jones der Piraterie bezichtigten, die Franzosen, weil sie von einem französischen Schiff aufgebracht worden war – die Bonhomme Richard fuhr zwar unter der Flagge der Vereinigten Staaten, war jedoch ein französisches Schiff, das an die USA ausgeliehen war. Schließlich gab man den französischen Forderungen nach, und die Serapis ging in französischen Besitz über.
Obwohl zwei britische Kriegsschiffe nach schwerem Kampf gekapert worden waren, wurde dieser Verlust dadurch mehr als wettgemacht, dass alle Handelsschiffe der „Baltic Fleet“ nach Großbritannien entkommen konnten. Die beiden Kriegsschiffskapitäne wurden daher von jeder Schuld freigesprochen.

## Unter französischer Flagge
Kurze Zeit später wurde die Serapis mit ihrem ursprünglichen Namen von der französischen Marine unter Kapitän Roche in Dienst gestellt und erhielt die Aufgabe zugewiesen, die britischen Aktivitäten in den westlichen indischen Gewässern zu stören. Kapitän Roche steuerte zunächst Fort Isle Ste. Marie in Madagaskar an (heute Ambodifotatra). Während er hier an Land weilte, kam es im Juli 1781 zum Verlust des Schiffes. Bei der Ausgabe der täglichen Rumrationen unter Deck durch einen Offizier und einen Unteroffizier gerieten durch den unachtsamen Umgang mit einem offenen Licht die Gase auf der Oberfläche des Rums in dem oben offenen Fass in Brand. Das führte zu einem Feuer, das sich immer mehr ausbreitete und auch nach zweieinhalbstündigen Bemühungen nicht gelöscht worden war. Zu diesem Zeitpunkt hatte sich das Feuer bereits soweit ausgebreitet, dass es die Pulverkammer erreichte. Die folgende Explosion zerriss das Heck des Schiffes, das daraufhin unterging.
Im November 1999 entdeckten die amerikanischen Meeresarchäologen Richard Swete und Michael Tuttle nach jahrelanger Suche die Überreste der Serapis vor der Isle Ste. Marie (Position 17° 0′ 9″ S, 49° 50′ 31″ O).

## Klassifizierung
Oftmals als Fregatte angesprochen, war es von der britischen Admiralität nicht als Fregatte klassifiziert, da nach den Bestimmungen eine Fregatte nicht mehr als ein Batteriedeck (bei mindestens 28 Kanonen) haben durfte. In Frankreich und auch in den USA wurden allerdings andere Maßstäbe angelegt.